# Edin Mujčin
Edin Mujčin (Bosanski Brod, 14 gennaio 1970) è un ex calciatore bosniaco, fino al 1992 jugoslavo, di ruolo centrocampista.

## Carriera

### Club
Centrocampista offensivo, arriva alla Dinamo Zagabria a 25 anni: resta in Croazia fino al 2005, tentando anche l'avventura in Giappone per un paio d'anni, vincendo tutto in patria e ritirandosi in un club di terza divisione croata dopo aver conquistato 12 titoli nazionali. Vanta più di 400 presenze e più di 50 gol in tutte le competizioni: in quelle europee conta 39 incontri e 7 marcature.

### Nazionale
Esordisce l'8 giugno 1997 contro la Danimarca (2-0). Il 20 agosto seguente, sempre contro la Danimarca, realizza il suo unico gol per la Nazionale bosniaca, in una sfida valida per le qualificazioni al Mondiale 1998 vinta 3-0. Gioca per la Bosnia-Erzegovina fino al 2002, totalizzando 24 presenze e 1 gol.

## Palmarès
- Campionato croato: 6

Dinamo Zagabria: 1995-1996, 1996-1997, 1997-1998, 1998-1999, 1999-2000, 2002-2003
- Coppa di Croazia: 5

Dinamo Zagabria: 1995-1996, 1996-1997, 1997-1998, 2000-2001, 2003-2004
- Supercoppa di Croazia: 1

2003